# Kompania Saperów KOP „Czortków”
Kompania Saperów KOP „Czortków” – pododdział saperów Korpusu Ochrony Pogranicza.

## Formowanie i zmiany organizacyjne
W kwietniu 1928 25 batalion odwodowy sformował w Mostach Wielkich ośrodek wyszkolenia pionierskiego przy 4 Brygadzie Ochrony Pogranicza. Z dniem 1 marca 1931 ośrodek został zlikwidowany, a na jego bazie i drużyn pionierskich batalionów utworzona została kompania pionierów „Podole”. Nowo utworzona kompania została tymczasowo rozmieszczona w Czortkowie w pomieszczeniach 25 batalionu. Dowódcą kompanii został dotychczasowy komendant ośrodka wyszkolenia pionierskiego. Pod względem służbowym kompania podległa dowódcy brygady, a pod względem wyszkolenia specjalistycznego dowódcy korpusu. Jednostką formującą był 25 batalion KOP „Czortków”. Dla potrzeb formującej się kompanii 63 szeregowców oddelegował 3 pułk piechoty Legionów.
W sierpniu 1934roku została sformowana kompania saperów typu III dla Brygady KOP „Podole”, jako jej organiczny pododdział.
Rozkazem dowódcy KOP z 23 lutego 1937 została zapoczątkowana pierwsza faza reorganizacji Korpusu Ochrony Pogranicza „R.3”. Jej wynikiem było między innymi ustalenie nazwy kompanii na „kompania saperów KOP «Czortków»”. Jednostką administracyjną dla kompanii był batalion KOP „Czortków”.
Wiosną 1939 jeden pluton saperów pod dowództwem porucznika Leona Miazgi został przetransportowany w rejon operacyjny Armii „Łódź” i tam włączony w skład 1 pułku kawalerii KOP, jako pluton pionierów.
30 sierpnia 1939 kompania weszła w skład pułku KOP „Czortków”. W kampanii wrześniowej kompania walczyła w obronie Lwowa.

## Struktura organizacyjna kompanii
Organizacja pokojowa kompanii saperów typu III:
- dowódca kompanii
- drużyna gospodarcza
- I pluton saperów a. trzy drużyny
- II pluton saperów a. trzy drużyny

Stan osobowy kompanii wynosił 92 żołnierzy, w tym 3 oficerów, 9 podoficerów i 80 saperów.

## Kadra kompanii
Dowódcy kompanii:
- kpt. sap. Edward Paweł Michałowski (11 IV 1933 – 7 VI 1934 → 3 bsap[12][13])
- kpt. sap. Eugeniusz Krzemiński[c] (7 VI 1934 – VIII 1939 → dowódca saperów 36 DP[14][15])

Oficerowie:
- por. sap. Leon Miazga[16]
- ppor. sap. Stanisław Zygmunt Dobosz (29 III 1915 – 1940 Charków)[17][18]